# Nazionale femminile di pallamano della Romania
La nazionale di pallamano femminile della Romania rappresenta la Romania nelle competizioni internazionali e la sua attività è gestita dalla Federazione di pallamano della Romania (FRH). Nella sua storia ha vinto per una volta il campionato mondiale (nel 1962). Sin dalla prima edizione, la nazionale rumena è l'unica ad aver partecipato a tutte le edizioni del campionato mondiale, 24 al 2019.

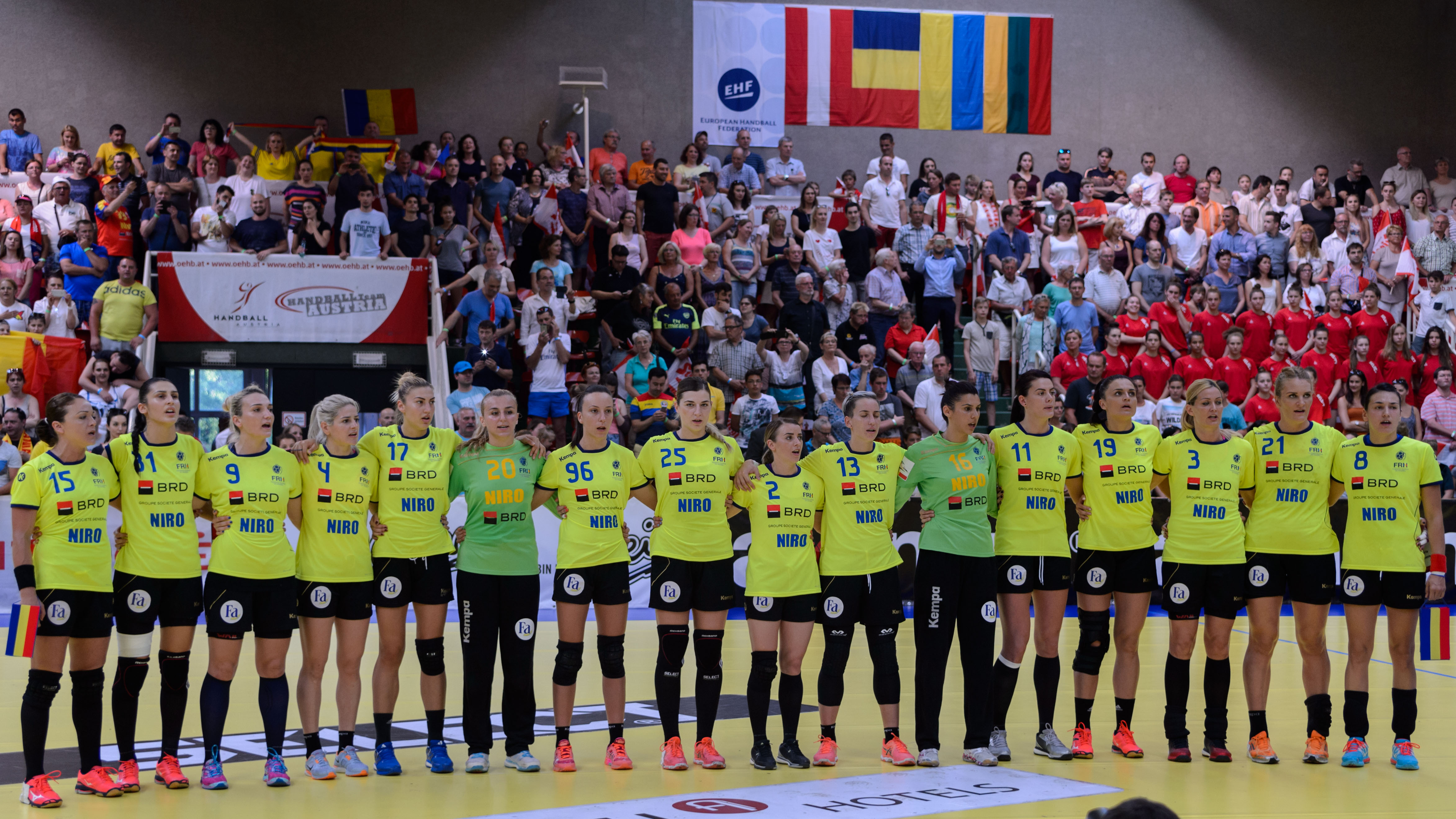
Formazione della nazionale rumena nella sfida all' nelle qualificazioni al campionato mondiale 2017.

## Palmarès

### Mondiali
- (1962)
- (1973, 2005)
- (2015)

### Mondiali outdoor
- (1956, 1960)

### Europei
- (2010)

## Partecipazioni ai tornei internazionali
- 1976: 4º posto
- dal 1980 al 1996: non qualificata
- 2000: 7º posto
- 2004: non qualificata
- 2008: 7º posto
- 2012: non qualificata
- 2016: 9º posto

- 1949: 9º posto
- 1956:  Campione
- 1960:  Campione

- 1957: 9º posto
- 1962:  Campione
- 1965: 6º posto
- 1971: 4º posto
- 1973:  2º posto
- 1975: 4º posto
- 1978: 7º posto
- 1982: 8º posto
- 1986: 5º posto
- 1990: 7º posto
- 1993: 4º posto
- 1995: 7º posto
- 1997: 12º posto
- 1999: 4º posto
- 2001: 17º posto
- 2003: 10º posto
- 2005:  2º posto
- 2007: 4º posto
- 2009: 8º posto
- 2011: 13º posto
- 2013: 10º posto
- 2015:  3º posto
- 2017: 10º posto
- 2019: 12º posto
- 2021: 13º posto

- 1994: 10º posto
- 1996: 5º posto
- 1998: 11º posto
- 2000: 4º posto
- 2002: 7º posto
- 2004: 7º posto
- 2006: non qualificata
- 2008: 5º posto
- 2010:  3º posto
- 2012: 10º posto
- 2014: 9º posto
- 2016: 5º posto
- 2018: 4º posto
- 2020: 12º posto